# Жастар (Жетысуская область)
Жастар (каз. Жастар) — село в Ескельдинском районе Жетысуской области Казахстана. Входит в состав Алдабергеновского сельского округа. Код КАТО — 196433300.

## Население
В 1999 году население села составляло 722 человека (308 мужчин и 414 женщин). По данным переписи 2009 года, в селе проживало 825 человек (405 мужчин и 420 женщин).